# 小行星7182
小行星7182（英語：7182 Robinvaughan）是一颗围绕太阳公转的小行星。1991年9月8日，埃莉諾·赫琳在帕洛马山发现了此天体。
这颗小行星的绝对星等为167.3887055207186等。